# Іст-Гайленд-Парк (Вірджинія)
Іст-Гайленд-Парк (англ. East Highland Park) — переписна місцевість (CDP) в США, в окрузі Генрайко штату Вірджинія. Населення — 15 131 особа (2020).

## Географія
Іст-Гайленд-Парк розташований за координатами 37°34′39″ пн. ш. 77°23′12″ зх. д. / 37.57750° пн. ш. 77.38667° зх. д. (37.577514, -77.386788).  За даними Бюро перепису населення США в 2010 році переписна місцевість мала площу 23,34 км², з яких 22,81 км² — суходіл та 0,52 км² — водойми.

## Демографія
Згідно з переписом 2010 року, у переписній місцевості мешкало 14 796 осіб у 5834 домогосподарствах у складі 3913 родин. Густота населення становила 634 особи/км².  Було 6295 помешкань (270/км²).
Расовий склад населення:
| - 85,1 % — чорних або афроамериканців - 10,8 % — білих - 0,7 % — азіатів - 0,4 % — корінних американців |

До двох чи більше рас належало 2,3 %. Частка іспаномовних становила 2,4 % від усіх жителів.
За віковим діапазоном населення розподілялося таким чином: 24,0 % — особи молодші 18 років, 64,3 % — особи у віці 18—64 років, 11,7 % — особи у віці 65 років та старші. Медіана віку мешканця становила 38,5 року. На 100 осіб жіночої статі у переписній місцевості припадало 83,6 чоловіків;  на 100 жінок у віці від 18 років та старших — 76,7 чоловіків також старших 18 років.
Середній дохід на одне домашнє господарство  становив 58 983 долари США (медіана — 46 943), а середній дохід на одну сім'ю — 68 651 долар (медіана — 57 912). Медіана доходів становила 40 762 долари для чоловіків та 38 925 доларів для жінок. За межею бідності перебувало 11,9 % осіб, у тому числі 19,6 % дітей у віці до 18 років та 5,2 % осіб у віці 65 років та старших.
Цивільне працевлаштоване населення становило 7350 осіб. Основні галузі зайнятості: освіта, охорона здоров'я та соціальна допомога — 23,6 %, роздрібна торгівля — 11,7 %, публічна адміністрація — 11,4 %.